# クリスティアン・ライモンディ
クリスティアン・ライモンディ（Cristian Raimondi, 1981年4月30日 - ）は、イタリア・ロンバルディア州サン・ジョヴァンニ・ビアンコ出身の元サッカー選手。ポジションはミッドフィールダー（右サイドハーフ）、ディフェンダー（右サイドバック）。

## 経歴
1998年までアタランタBCのユースチームに在籍し、アルビーノレッフェ（当時セリエC2）でプロデビュー。下部リーグで経験を積み、2004年に加入したパレルモでセリエAデビューを果たした。チームに定着はできなかったが、翌年以降はアレッツォ、ヴィチェンツァといったセリエBクラブでレギュラーとしてプレーし、2009年に移籍したリヴォルノで再びセリエAに返り咲いた。
2010年夏、ユース時代を過ごしたアタランタへ復帰。チームは前シーズン降格を味わい、ライモンディにとっては再びセリエBでの戦いとなったが、1年でのセリエA復帰に貢献した。2012年9月のパレルモ戦では、セリエA初得点を記録。結果的にこのゴールがライモンディにとってセリエAで唯一の得点となった。
2016年にジャンパオロ・ベッリーニが引退するとキャプテンに就任し、2016-17シーズンには8試合の出場に留まったもののクラブの4位躍進に貢献。2017年5月にシーズン終了後の引退を発表した。

## 所属クラブ
- アタランタBC 1998-2001

→ UCアルビーノレッフェ (loan) 1998-1999
- UCアルビーノレッフェ 2001-2004

→ USプロ・ヴェルチェッリ (loan) 2002
- USチッタ・ディ・パレルモ 2004-2006

→ ACアレッツォ (Co-ownership) 2005-2006
- ヴィチェンツァ・カルチョ 2006-2009
- ASリヴォルノ・カルチョ 2009-2010
- アタランタBC 2010-2017